# Lista de pessoas que acordaram de um coma
Este artigo traz uma lista de pessoas que acordaram de um coma após um longo período de tempo (mais de um ano).
- Gary Dockery (1954–1997), um policial americano que passou mais de sete anos e meio em coma depois de levar um tiro na testa.[1][2]
- Jan Grzebski (1942–2008), um ferroviário polonês que entrou em coma em 1988 e acordou em 2007[3]
- Abdelhak Nouri (nascido em 1997). O então jogador de futebol holandês de 20 anos entrou em colapso durante uma partida. Mais de um ano depois, ele emergiu de um coma.[4]
- Terry Wallis (nascido em 1964). Esse americano ficou em coma por quase um ano após um acidente de caminhão, depois em um estado minimamente consciente por 18 anos.[2]

## Ver Também
- Karolina Olsson (1861-1950), uma sueca que supostamente hibernou por 32 anos.[5]